# Braunau am Inn
Braunau am Inn là một thành phố ở vùng Innviertel Oberösterreich (Oberösterreich), bang tây bắc nước Áo. Đô thị này có diện tích 24,8 km², dân số thời điểm ngày 31 tháng 12 năm 2005 là 17.333 người. Thành phố này có cự ly khoảng 90 km về phía tây Linz và khoảng 60 km về phía bắc Salzburg, tại biên giới với bang Bavaria, Đức. Thành phố này có nhiều cầu bắc qua sông Inn với Simbach am Inn. Đây là nơi sinh của Adolf Hitler. Ông sinh ngày 20 tháng 4 năm 1889 nhưng gia đình đã dời đến Linz năm 1894.

Braunau am Inn
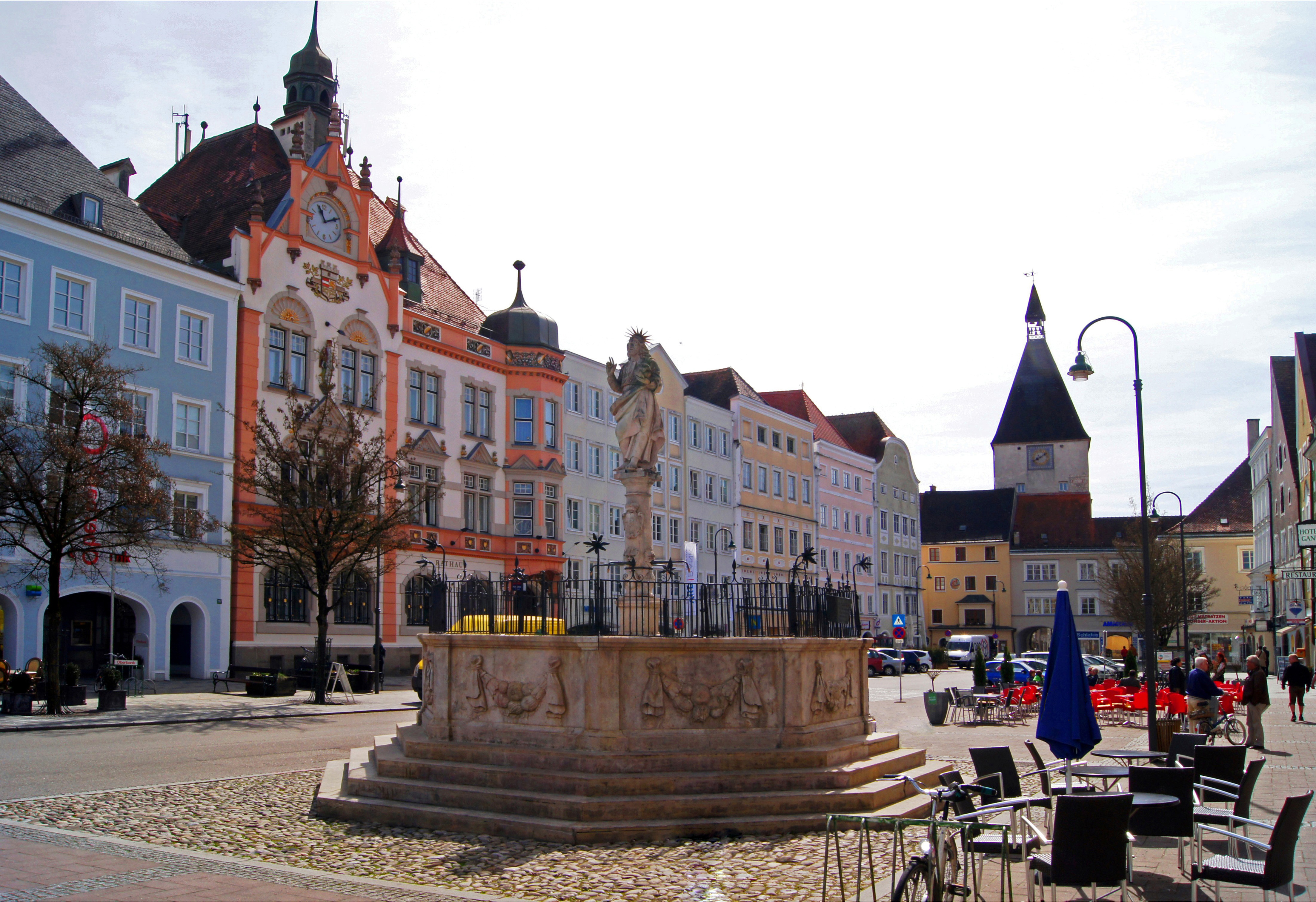
Trung tâm thành phố Braunau am Inn
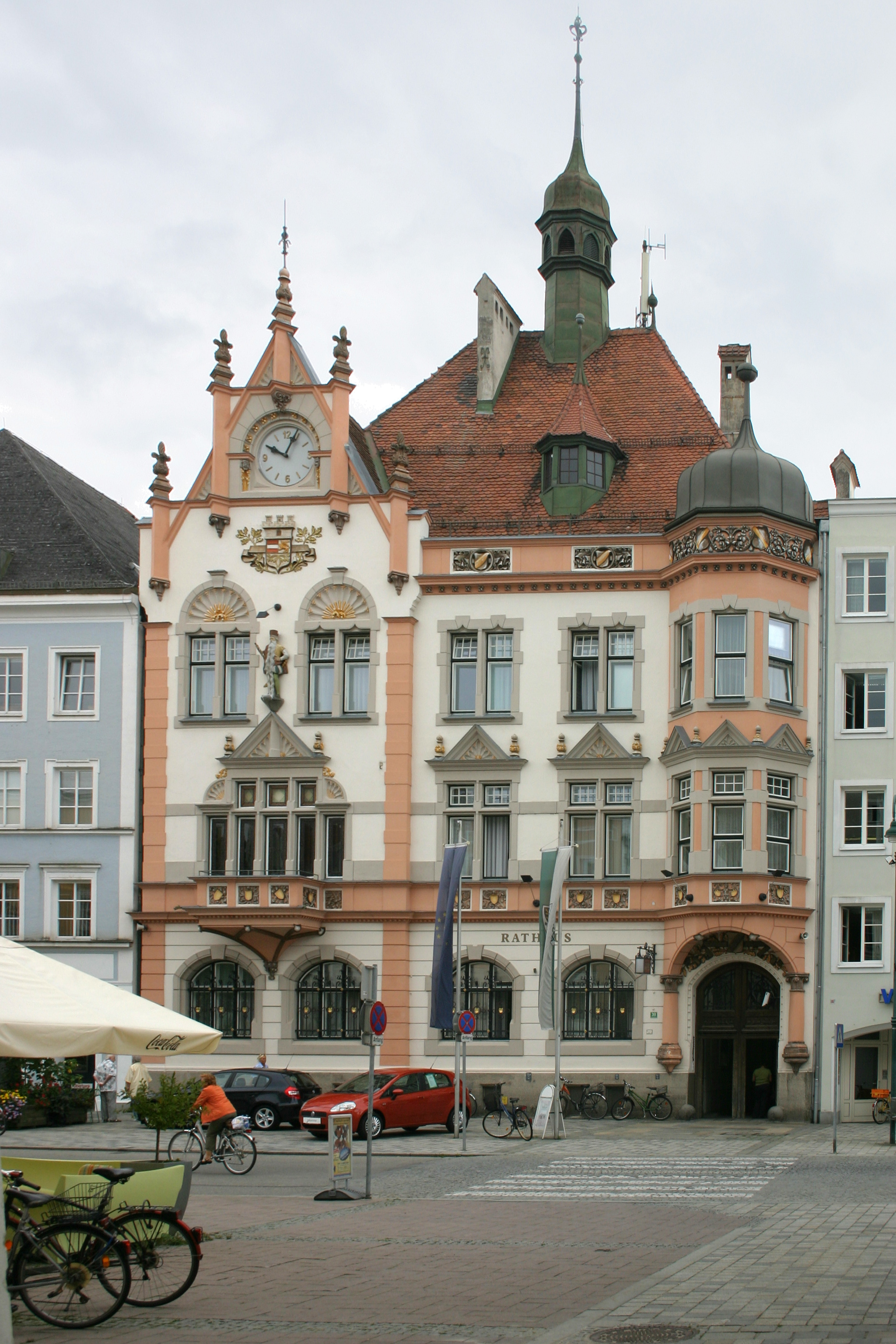
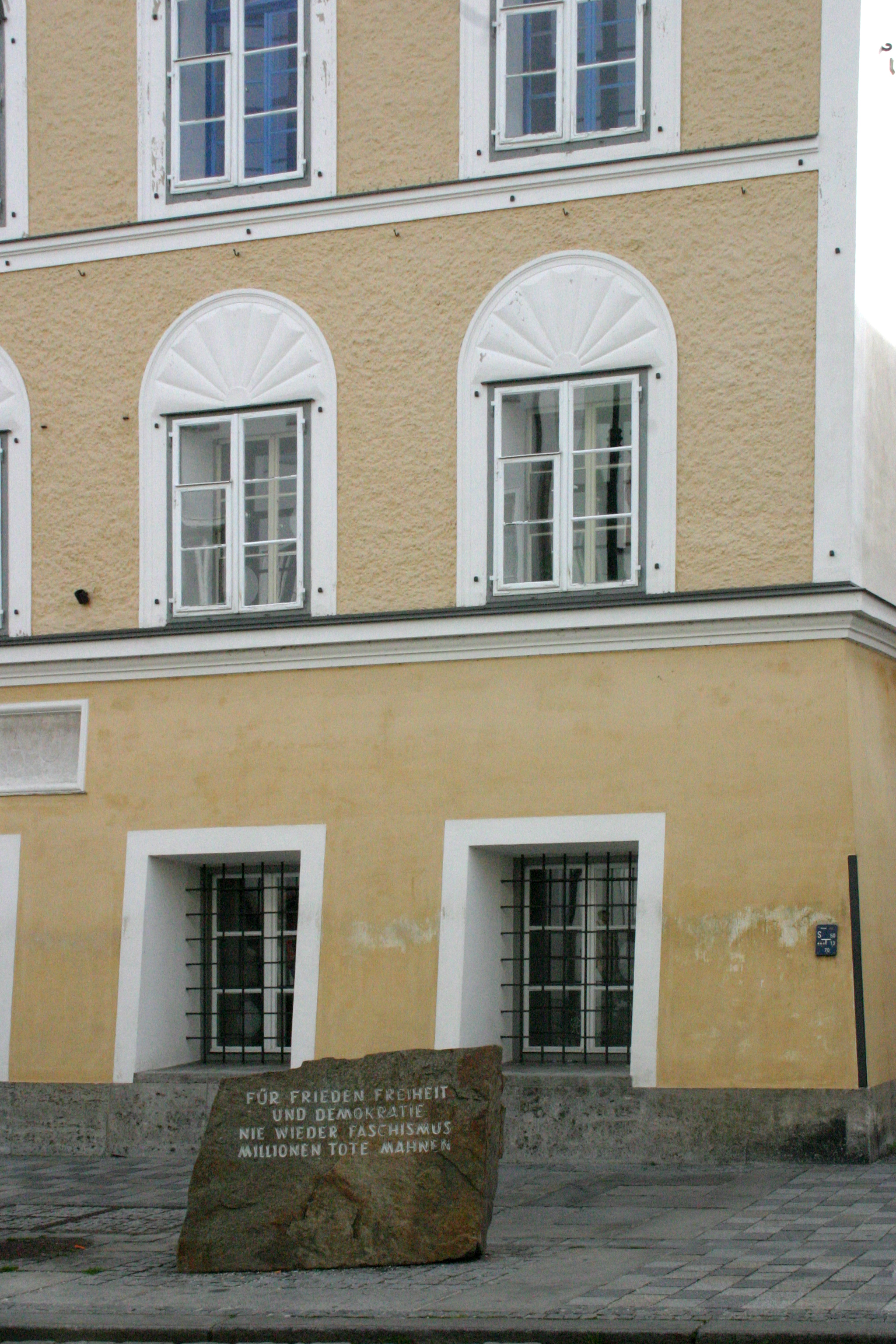
Nơi sinh của Hitler
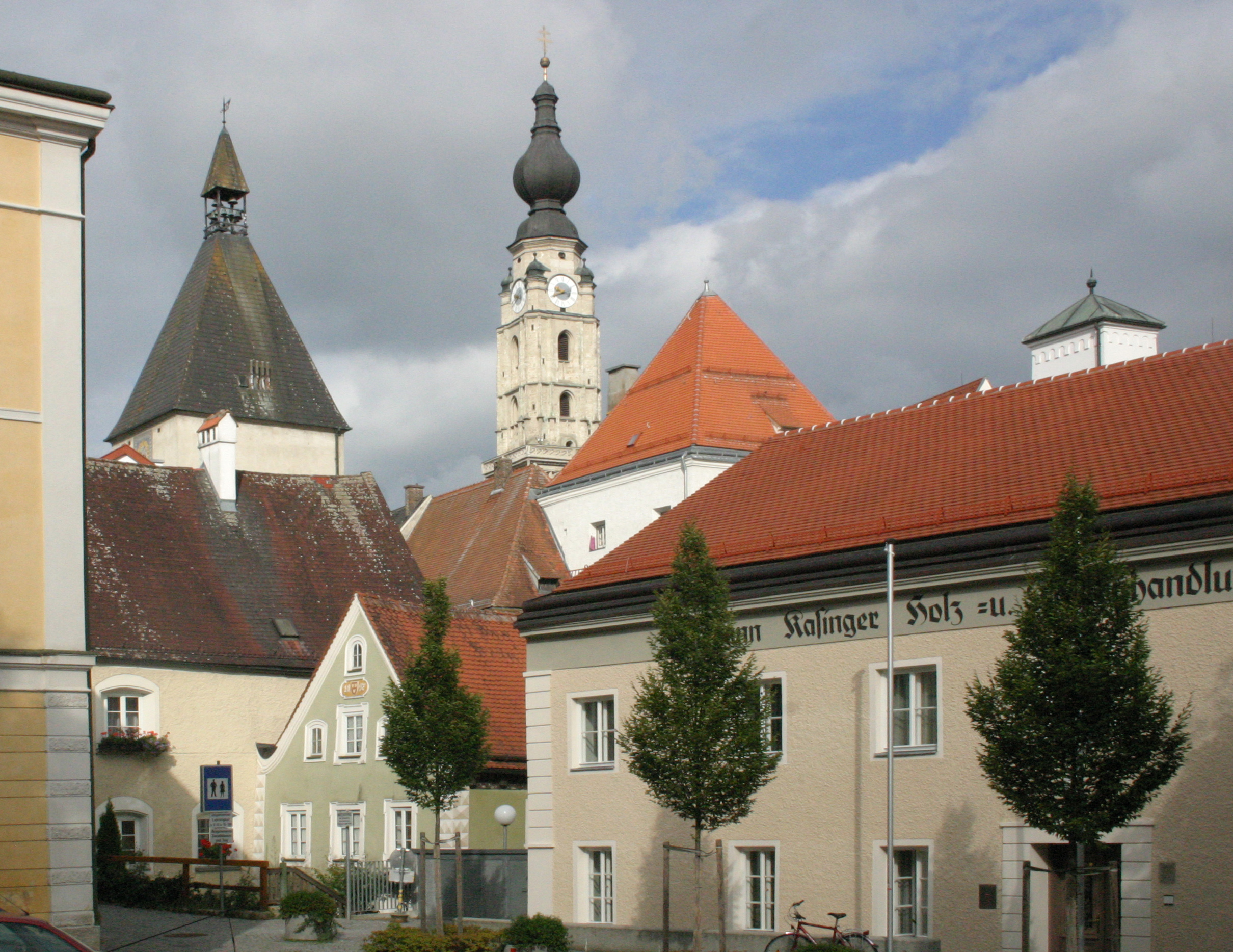
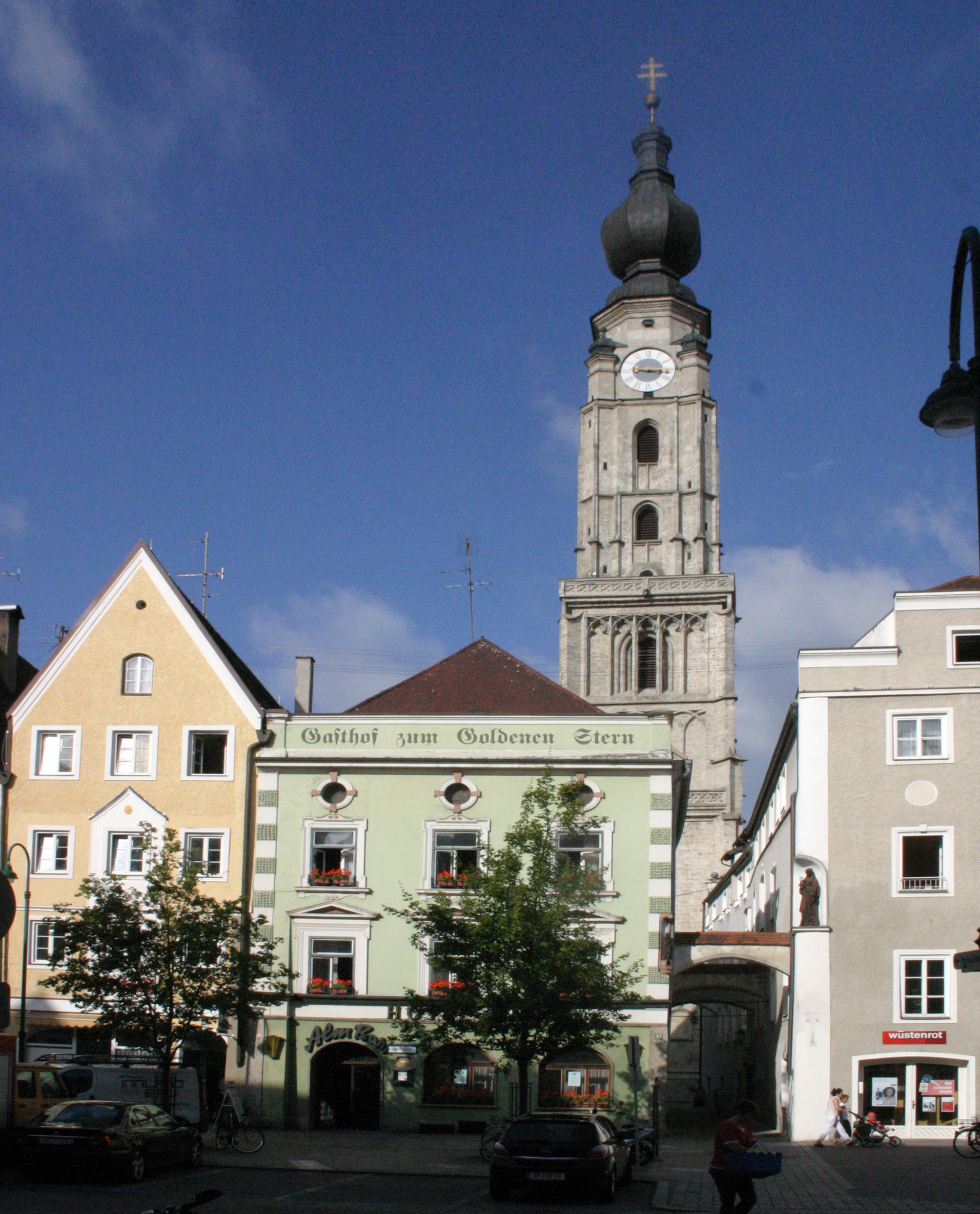
St. Stephan
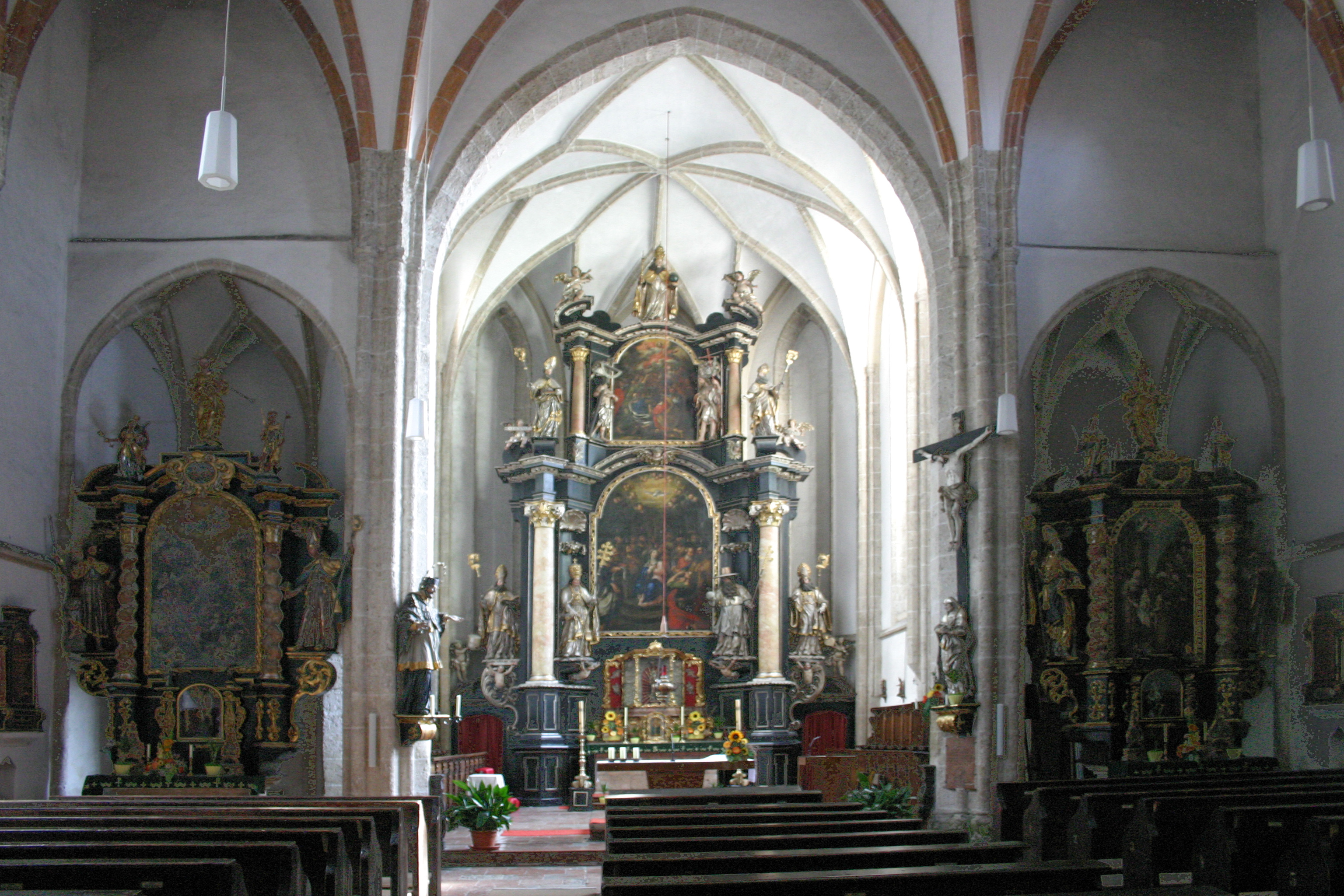
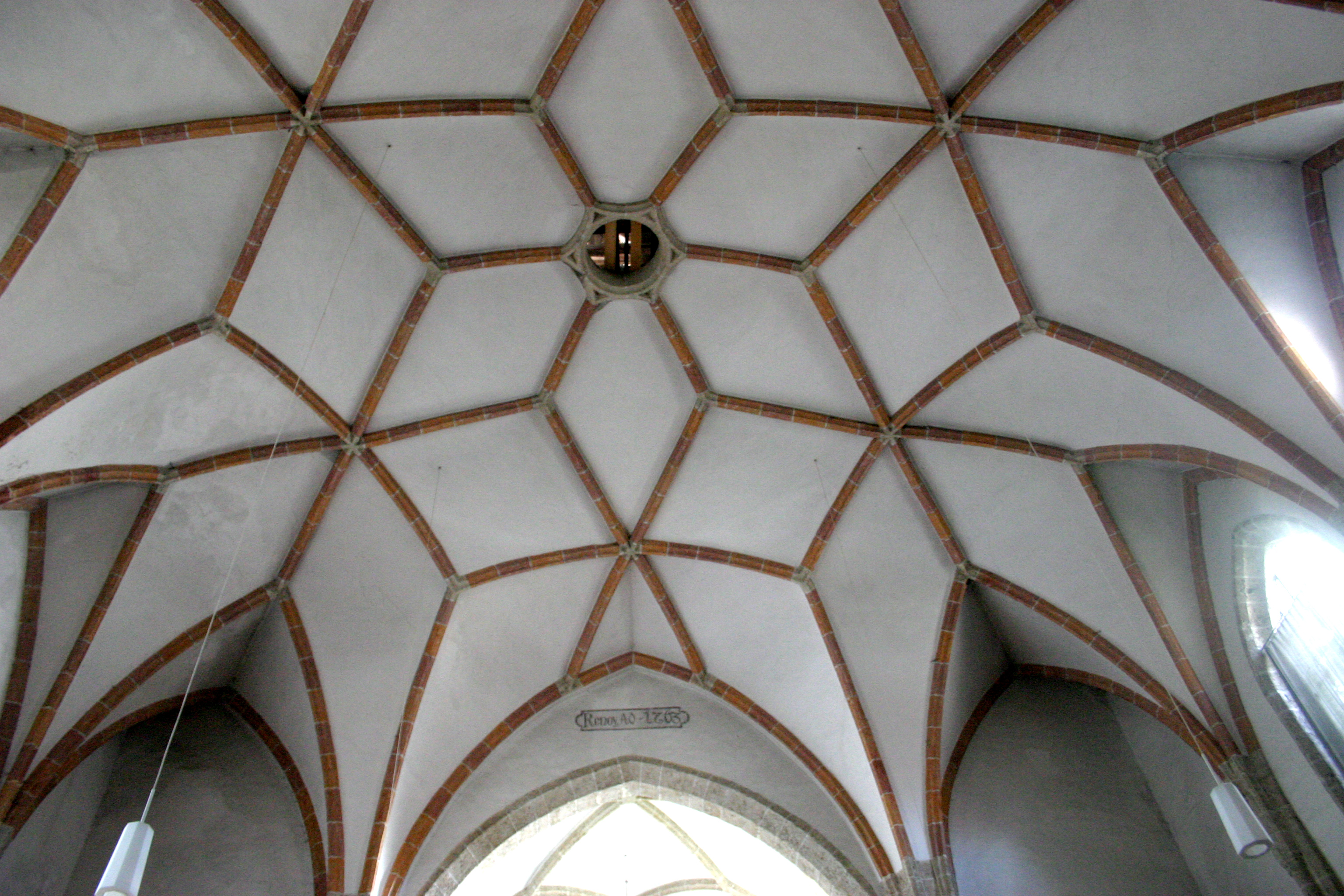
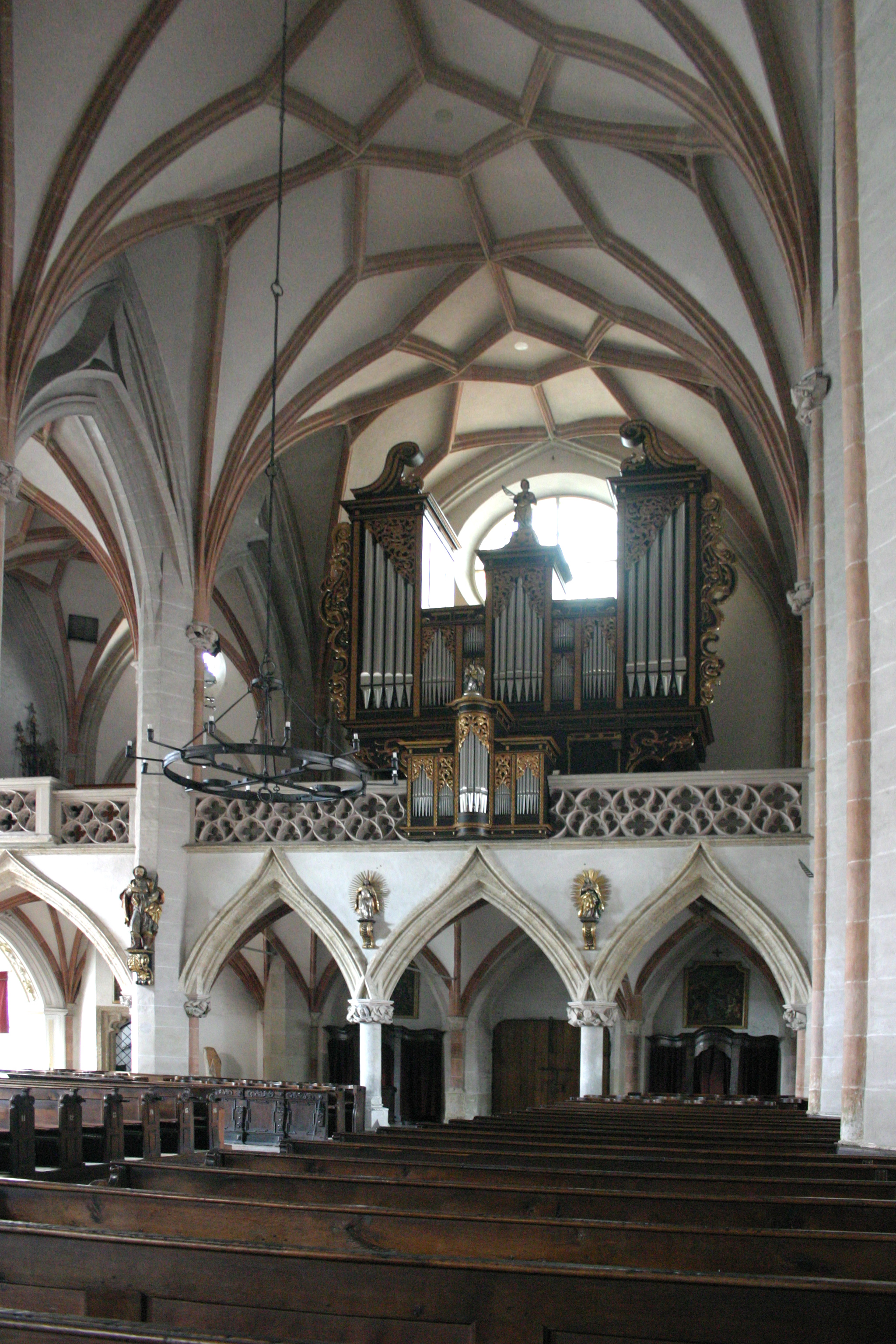

## Địa lý
Thị trấn nằm ở hạ lưu sông Inn bên dưới hợp lưu với sông Salzach, nơi tạo thành biên giới với bang Bayern của Đức, nằm giữa đường từ thủ phủ bang Linz đến thủ phủ Bayern là Munich, cách khoảng 60 km (37 mi) về phía bắc Salzburg. Braunau được nối với thị trấn đối diện bên Bayern là Simbach am Inn bằng các cây cầu bắc qua sông Inn. Là một cửa khẩu truyền thống, mọi hoạt động kiểm soát biên giới đã bị bãi bỏ kể từ khi Hiệp định Schengen được Áo thực thi vào năm 1997.
Thị trấn lấy tên cho huyện hành chính (Bezirk). Dân số Braunau am Inn năm 2011 là 16.182 người.

### Các khu dân cư
Đô thị Braunau am Inn gồm các xã địa chính: Braunau am Inn, Osternberg và Ranshofen; được chia nhỏ hơn thành các khu dân cư (dân số tính đến 1 tháng 1 năm 2022).
| - Aching (22) - Au (11) - Blankenbach (105) - Braunau am Inn (4308) - Braunau Neustadt (2037) - Gasteig (30) - Haiden (91) - Haselbach (2940) | - Himmellindach (178) - Höft (12) - Laab (3069) - Lach (96) - Lindach (19) - Maierhof (114) - Neue Heimat (1015) | - Oberrothenbuch (24) - Osternberg (502) - Ranshofen (2372) - Roith (21) - Scheuhub (400) - Tal (89) - Unterrothenbuch (31) |

## Lịch sử
Trong khi tu viện Ranshofen đã được nhắc đến trong sự kiện phế truất Tassilo III, Công tước xứ Bayern năm 788, thì Braunau lần đầu xuất hiện với tên gọi Prounaw trong một văn kiện năm 1120. Vùng Innviertel khi đó thuộc Công quốc Bayern.

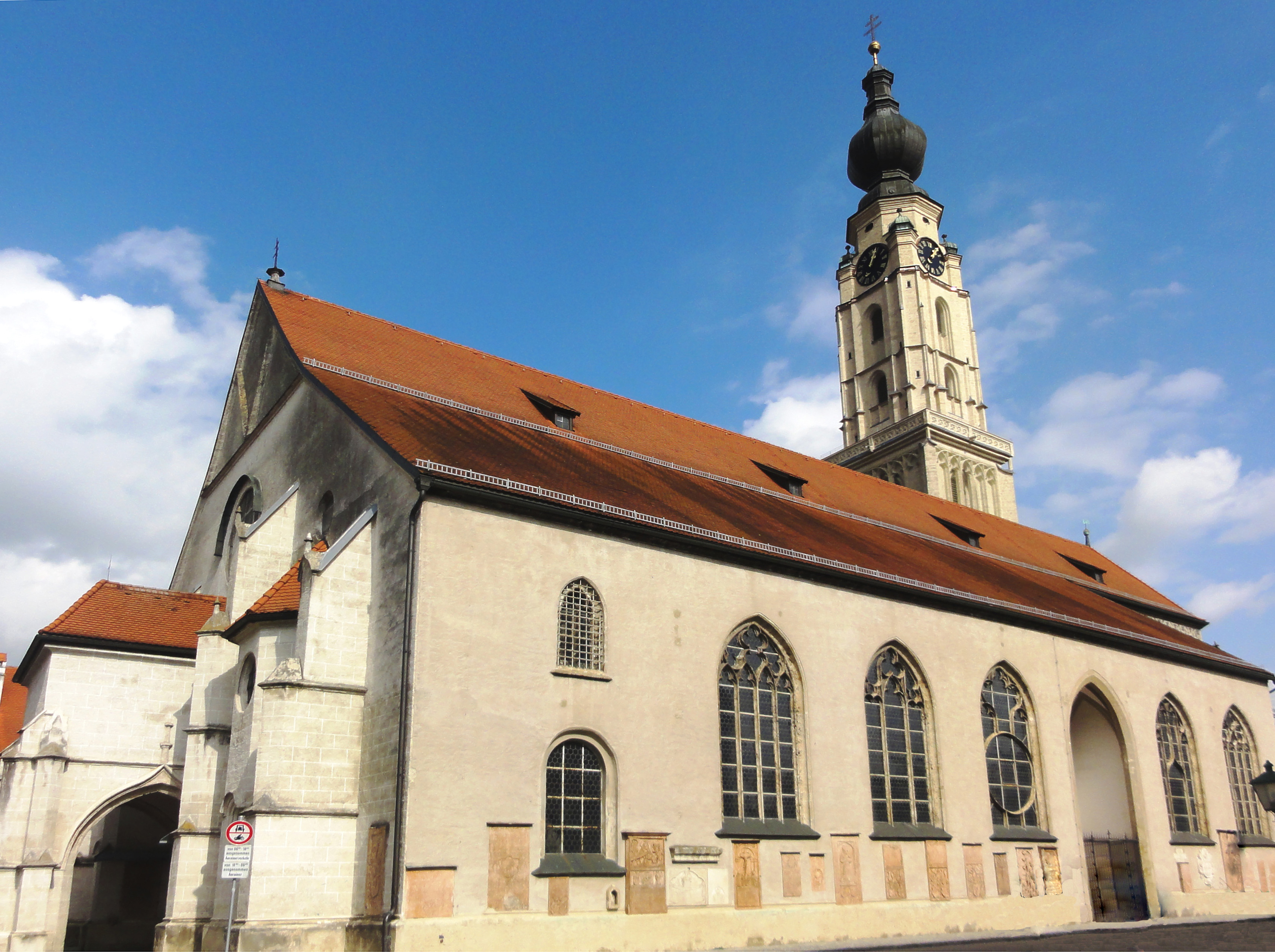
Nhà thờ St. Stephen

Braunau được trao quyền thị trấn năm 1260, là một trong những thị trấn đầu tiên của Áo ngày nay. Thị trấn trở thành một pháo đài và ngã ba giao thương quan trọng, buôn bán muối và vận tải đường thủy trên sông Inn. Là một trung tâm định cư lớn của Bayern, Braunau đóng vai trò nổi bật trong Khởi nghĩa nhân dân Bayern chống lại sự chiếm đóng của Áo trong Chiến tranh Kế vị Tây Ban Nha, khi nơi đây là địa điểm tổ chức Nghị viện Braunau, một quốc hội lâm thời của Bayern năm 1705 do Georg Sebastian Plinganser (sinh ngày 16 tháng 4 năm 1680 tại Pfarrkirchen, mất ngày 7 tháng 5 năm 1738 tại Augsburg) đứng đầu.
Nhà thờ giáo xứ Braunau phong cách Gothic muộn dành cho Thánh Stephen được xây dựng từ năm 1439 đến 1466, thay thế một nhà nguyện cũ. Tháp chuông cao 87 m (285 ft) của nhà thờ là một trong những tòa tháp cao nhất Áo và là biểu tượng của thị trấn. Tàn tích của pháo đài nay là bảo tàng và một phần tường thành cũ vẫn còn tồn tại. Một bảo tàng khác nằm trong nhà tắm công cộng thế kỷ 18 được trùng tu.
Trong vòng 40 năm, Braunau thay đổi chủ quyền ba lần: Năm 1779, thị trấn trở thành lãnh thổ Áo theo Hiệp ước Teschen, giải quyết Chiến tranh Kế vị Bayern. Trong Chiến tranh Liên minh thứ ba, nhà buôn sách Nuremberg Johann Philipp Palm bị quân Pháp bắt giữ tại pháo đài Braunau và bị xử tử vì tội phản quốc theo lệnh trực tiếp của Napoleon năm 1806. Theo Hiệp ước Schönbrunn năm 1809, Braunau trở lại thuộc Bayern. Năm 1816, trong quá trình tái tổ chức châu Âu sau Các cuộc chiến tranh Napoléon tại Đại hội Viên, Vương quốc Bayern nhượng lại thị trấn cho Đế quốc Áo và được bù đắp bằng việc giành Aschaffenburg. Từ đó Braunau thuộc về Áo cho đến nay.
Braunau tiếp tục là thị trấn đồn trú của Quân đội Áo-Hung và trở thành nơi đặt trại tù binh chiến tranh lớn trong Chiến tranh thế giới thứ nhất. Trong thời gian này, Học viện Hải quân Hoàng gia được chuyển từ Fiume đến Schloss Hof, rồi đến Braunau am Inn.
Sau khi diễn ra Anschluss sáp nhập vào Đức Quốc xã năm 1938, Ranshofen, nơi khi đó có một trong những nhà máy nhôm lớn nhất Áo, đã được sáp nhập vào Braunau. Kể từ năm 1992, sự kiện thường niên Những ngày Lịch sử đương đại Braunau do Andreas Maislinger khởi xướng tập trung vào việc nhìn nhận lại quá khứ; chính quyền thị trấn trao Giải thưởng Egon Ranshofen-Wertheimer, mang tên nhà ngoại giao bản địa Egon Ranshofen-Wertheimer, để vinh danh những người Áo có đóng góp ở nước ngoài. Một số Stolpersteine cũng đã được nghệ sĩ Gunter Demnig đặt tại Braunau.

### Nơi sinh của Adolf Hitler

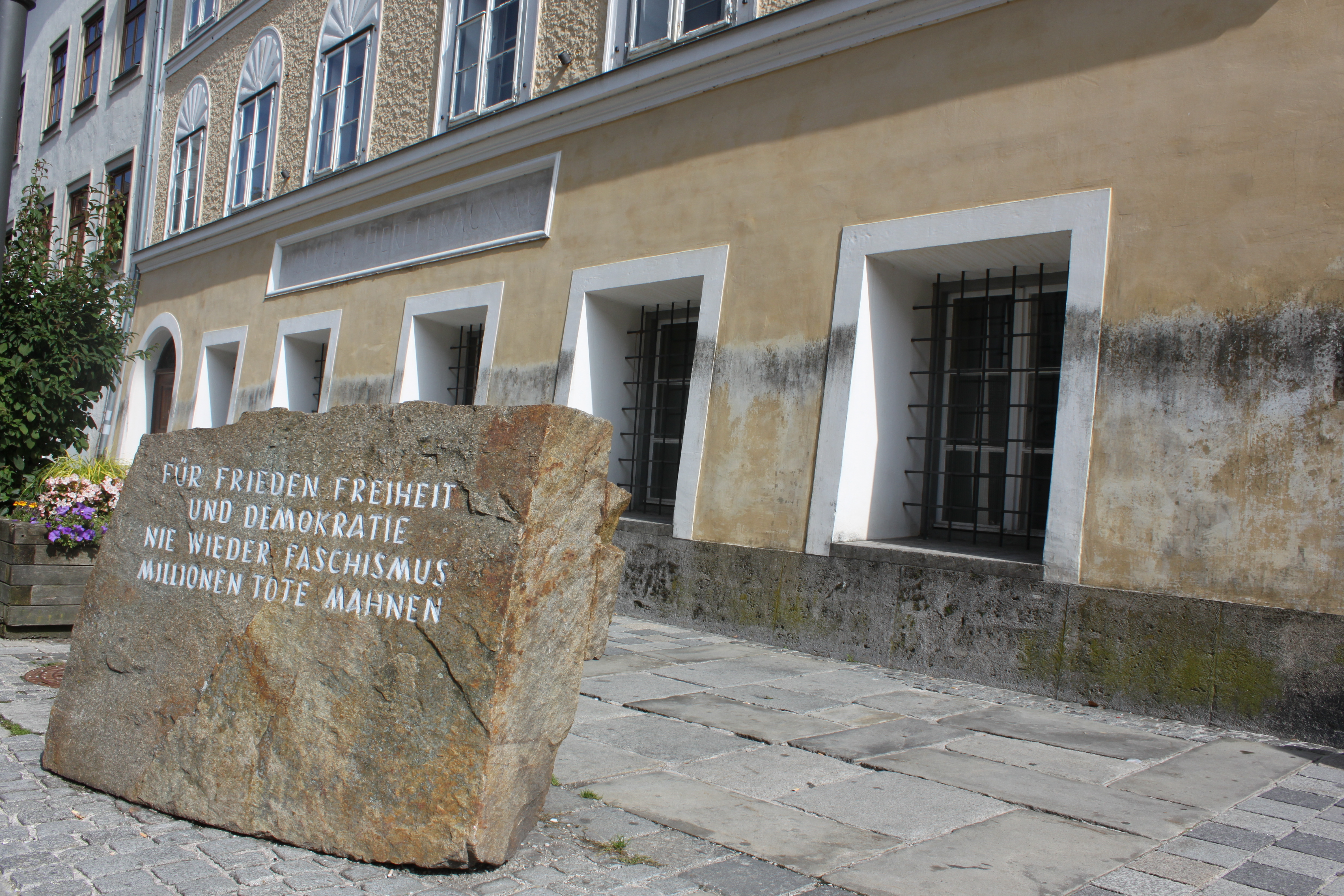
Nơi sinh của Hitler với bia tưởng niệm các nạn nhân của chủ nghĩa phát xít

Adolf Hitler sinh ngày 20 tháng 4 năm 1889 tại Braunau am Inn, nơi cha ông là Alois Hitler đã phục vụ như một nhân viên hải quan từ năm 1875. Ông cùng gia đình rời Braunau và chuyển đến Passau vào năm 1892. Hitler sinh ra trong một căn hộ tại Salzburger Vorstadt 15 (theo sổ đăng ký năm 1890), tòa nhà này có một nhà máy bia thủ công và một số căn hộ cho thuê, trong đó Alois Hitler sống cùng người vợ thứ ba Klara, con trai Adolf và các con riêng là Alois Jr. và Angela.
Tháng 4 năm 1934, tờ Donauzeitung của Passau đăng một bài kỷ niệm, đánh dấu căn phòng nơi Hitler chào đời. Tháng 4 năm 1938, Braunau đổi tên Salzburger Vorstadt thành Adolf-Hitler-Straße, và quảng trường trung tâm thành Adolf-Hitler-Platz, nhưng tòa nhà vẫn là một Gasthaus, với biển hiệu quảng cáo bia tươi.
Cùng năm đó, thư ký riêng của Hitler là Martin Bormann đã mua lại ngôi nhà thay mặt Đảng Quốc Xã, sau đó nơi này trở thành một trung tâm tôn sùng, bao gồm phòng trưng bày nghệ thuật và thư viện công cộng.
Cuối Chiến tranh thế giới thứ hai năm 1945, binh sĩ Mỹ đã chiếm đóng ngôi nhà và ngăn những người ủng hộ Quốc Xã cho nổ tung nó. Sau đó nơi này được dùng để tổ chức một triển lãm tài liệu về trại tập trung Đức Quốc Xã. Năm 1952, gia đình Pommer – chủ sở hữu cũ – đã mua lại ngôi nhà, và sau đó được sử dụng làm thư viện thành phố, trường cao đẳng kỹ thuật, và cuối cùng là trung tâm chăm sóc ban ngày cho người khuyết tật (Lebenhilfe).
Kể từ sau Thế chiến II, ngôi nhà luôn gây tranh cãi với cả người dân địa phương lẫn chính phủ Áo. Năm 1972, Bộ Nội vụ Áo tiếp quản hợp đồng thuê chính ngôi nhà nhằm ngăn chặn việc nó trở thành điểm hành hương, và từ đó trả cho chủ sở hữu khoảng 4.800 euro mỗi tháng.
Trong quá trình đối diện với quá khứ của Áo thời Quốc Xã, thị trưởng Braunau Gerhard Skiba đã chủ trì việc lắp đặt bia tưởng niệm trước tòa nhà vào tháng 4 năm 1989, hai tuần trước dịp kỷ niệm 100 năm ngày sinh Hitler. Bia được làm bằng đá granit từ mỏ đá tại trại tập trung Mauthausen với dòng chữ: Für Frieden, Freiheit und Demokratie. Nie wieder Faschismus. Millionen Tote mahnen ("Vì hòa bình, tự do và dân chủ; không bao giờ còn phát xít nữa: hàng triệu cái chết nhắc nhở chúng ta"). Bia tưởng niệm cũng nhằm ngăn chặn "du lịch Hitler".
Năm 2011, Lebenhilfe rời đi và Bộ Nội vụ xin phép cải tạo tòa nhà. Tuy nhiên, Gerlinde Pommer, chủ sở hữu lúc đó, từ chối và cũng từ chối đề nghị mua lại của Bộ. Tòa nhà bị bỏ trống kể từ đó.
Năm 2011, hội đồng thành phố Braunau đã bỏ phiếu thu hồi danh hiệu công dân danh dự có thể đã được trao cho Hitler năm 1933. Hành động này được mô tả là "phòng ngừa", vì không tìm thấy bằng chứng lưu trữ xác nhận ông từng nhận được danh hiệu.
Năm 2016, Bộ Nội vụ thúc đẩy việc trưng dụng ngôi nhà bằng một đạo luật đặc biệt của quốc hội Áo. Đồng thời, một ủy ban chính phủ Áo đã xem xét nhiều phương án cho tương lai của ngôi nhà, như biến nó thành căn hộ, trung tâm hay bảo tàng đối diện với quá khứ Quốc Xã, hoặc thậm chí phá bỏ hoàn toàn để xây dựng công trình mới.
Ngày 18 tháng 10 năm 2016, Bộ trưởng Nội vụ Áo Wolfgang Sobotka cho biết tòa nhà sẽ được cải tạo đến mức "không còn có thể nhận ra". Hợp đồng cải tạo được trao cho hãng kiến trúc Marte Marte Architekten. Tòa nhà sẽ được khôi phục về cấu trúc năm 1790 với mái kép, loại bỏ toàn bộ các phần bổ sung từ năm 1938 và sơn trắng mặt tiền.
Tháng 6 năm 2020, thông báo rằng sau khi phục hồi, ngôi nhà sẽ được sử dụng làm đồn cảnh sát. Việc cải tạo bị trì hoãn do Đại dịch COVID-19 và chi phí tăng đáng kể. Năm 2023 thông báo rằng ngoài đồn cảnh sát, ngôi nhà sẽ được sử dụng như một trung tâm đào tạo. Việc trùng tu dự kiến hoàn tất vào năm 2025, và đồn cảnh sát cùng trụ sở cảnh sát quận sẽ có thể chuyển vào năm 2026.

## Dân số

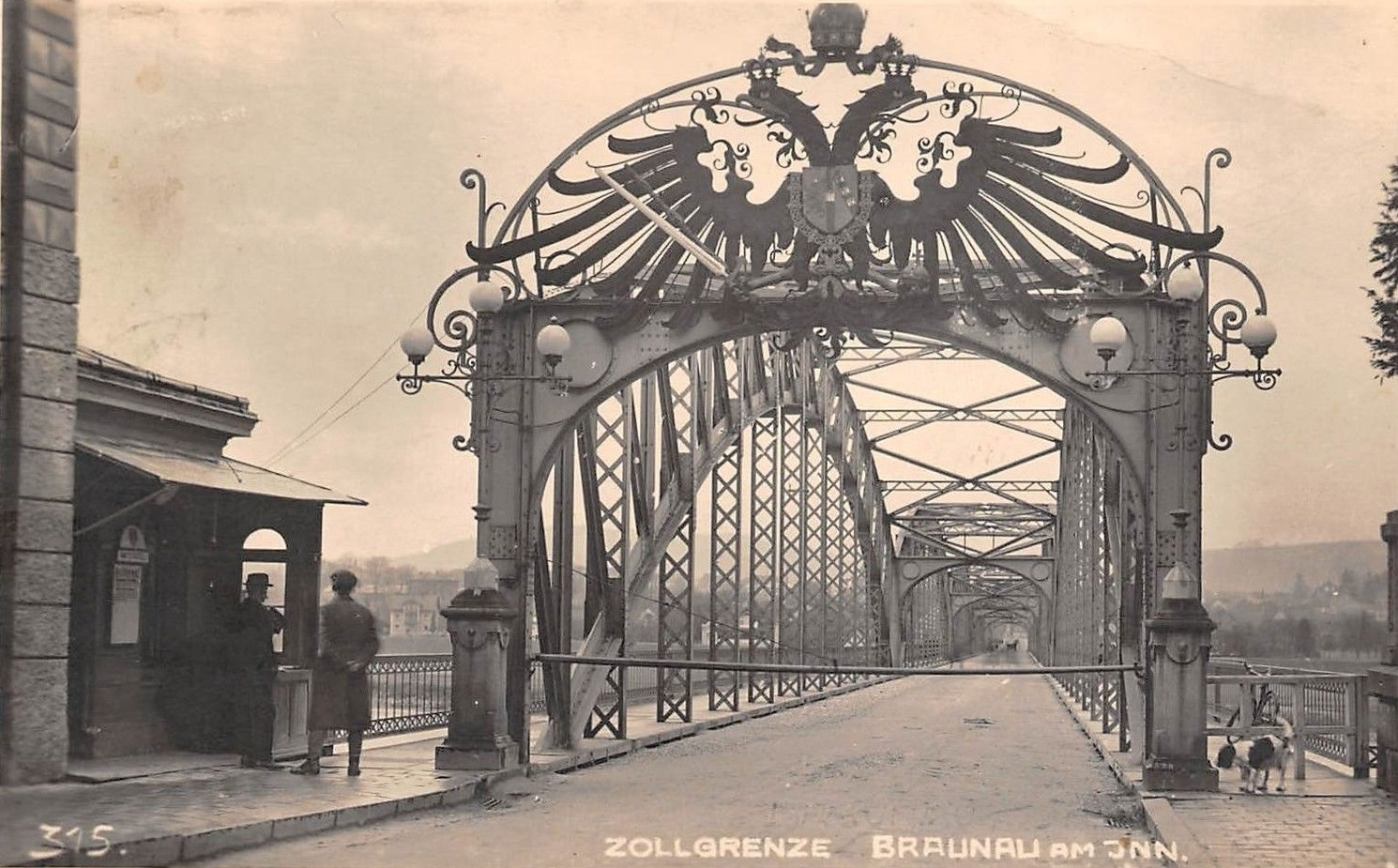
Cầu và trạm hải quan Braunau am Inn k. 1910

## Kinh tế
Braunau có đầy đủ các ngành công nghiệp, bao gồm điện tử, kim loại (AMAG), chế biến gỗ, và thủy tinh. Thị trấn cũng có nhà máy nhôm lớn nhất nước Áo.  

## Giáo dục
BHAK Braunau là cơ sở giáo dục lâu đời nhất ở vùng Innviertel.  
HTL Braunau đã được trao giải "Trường học sáng tạo nhất ở Thượng Áo" 7 lần, trong các năm 2012–2014 và 2017–2020.

## Thể thao
Sau hai mùa giải thành công, đội bóng đá địa phương SV Braunau đã lọt vào Giải hạng Nhất Áo trước khi bất ngờ phá sản vào năm 2000. Đội được tái lập dưới tên FC Braunau.  

## Những cư dân đáng chú ý
- Hans Staininger (1508–1567), thị trưởng Braunau, nổi tiếng với bộ râu dài bất thường, đã dẫn đến cái chết của ông.
- Franz Xaver Gruber (1787–1863), giáo viên, nhạc sĩ, tác giả ca khúc Giáng sinh Stille Nacht ("Silent Night").
- Josef Reiter (1862–1939), nhà soạn nhạc.
- Edmund Glaise-Horstenau (1882–1946), nhà sử học quân sự, Phó Thủ tướng trong nội các Arthur Seyss-Inquart.
- Franz Jetzinger (1882 tại Ranshofen – 1965), linh mục Dòng Tên, giáo sư thần học ở Linz, tác giả Hitler Youth (1958).
- Angela Hitler (1883–1949), chị cùng cha khác mẹ của Adolf Hitler, vợ thứ hai của Martin Hammitzsch.
- Adolf Hitler (1889–1945), Führer của Đức Quốc xã từ 1934 đến 1945.
- Egon Ranshofen-Wertheimer (1894–1957), nhà ngoại giao, nhà báo, nhà khoa học chính trị; từng cố vấn cho chính phủ Mỹ trong Thế chiến II.
- Willi Schneider (1903–1971) & Rudi Schneider (1908–1957), anh em nổi tiếng trong lĩnh vực cận tâm lý học giữa hai cuộc thế chiến.
- Ruthilde Boesch (1918–2012), nữ ca sĩ opera, nghệ sĩ độc tấu và hòa nhạc.
- Gerhard Skiba (1947–2019), thị trưởng Braunau, dựng bia tưởng niệm nạn nhân của Chủ nghĩa phát xít và Adolf Hitler.
- Klaus Eberhartinger (sinh 1950), ca sĩ, người dẫn chương trình truyền hình.
- Wilfried Scharf (sinh 1955), nghệ sĩ đàn zither.
- Susanne Riess (sinh 1961), chính trị gia (FPÖ), Phó Thủ tướng Áo, 2000–2003.
- Albert Hainz (sinh 1964), vận động viên xe đạp, sinh tại Ranshofen.
- Gero Miesenböck (sinh 1965), nhà sinh lý học thần kinh.
- Dominik Landertinger (sinh 1988), vận động viên biathlon, giành hai huy chương bạc và hai huy chương đồng Olympic.

## Khí hậu
Braunau am Inn có khí hậu hải dương (Phân loại khí hậu Köppen: Cfb) hoặc, theo đường đẳng nhiệt 0 °C, khí hậu lục địa ẩm (Dfb) với mùa hè ấm áp và mùa đông khá lạnh.  
| Dữ liệu khí hậu của Aspach, Thượng Áo  | Dữ liệu khí hậu của Aspach, Thượng Áo | Dữ liệu khí hậu của Aspach, Thượng Áo | Dữ liệu khí hậu của Aspach, Thượng Áo | Dữ liệu khí hậu của Aspach, Thượng Áo | Dữ liệu khí hậu của Aspach, Thượng Áo | Dữ liệu khí hậu của Aspach, Thượng Áo | Dữ liệu khí hậu của Aspach, Thượng Áo | Dữ liệu khí hậu của Aspach, Thượng Áo | Dữ liệu khí hậu của Aspach, Thượng Áo | Dữ liệu khí hậu của Aspach, Thượng Áo | Dữ liệu khí hậu của Aspach, Thượng Áo | Dữ liệu khí hậu của Aspach, Thượng Áo | Dữ liệu khí hậu của Aspach, Thượng Áo |
| Tháng                                  | 1                                     | 2                                     | 3                                     | 4                                     | 5                                     | 6                                     | 7                                     | 8                                     | 9                                     | 10                                    | 11                                    | 12                                    | Năm                                   |
| -------------------------------------- | ------------------------------------- | ------------------------------------- | ------------------------------------- | ------------------------------------- | ------------------------------------- | ------------------------------------- | ------------------------------------- | ------------------------------------- | ------------------------------------- | ------------------------------------- | ------------------------------------- | ------------------------------------- | ------------------------------------- |
| Cao kỉ lục °C (°F)                     | 16.2 (61.2)                           | 19.9 (67.8)                           | 23.6 (74.5)                           | 26.4 (79.5)                           | 29.7 (85.5)                           | 32.2 (90.0)                           | 35.3 (95.5)                           | 34.4 (93.9)                           | 31.4 (88.5)                           | 24.5 (76.1)                           | 21.6 (70.9)                           | 16.6 (61.9)                           | 35.3 (95.5)                           |
| Trung bình ngày tối đa °C (°F)         | 1.9 (35.4)                            | 3.9 (39.0)                            | 8.9 (48.0)                            | 13.0 (55.4)                           | 18.7 (65.7)                           | 21.1 (70.0)                           | 23.4 (74.1)                           | 23.0 (73.4)                           | 18.9 (66.0)                           | 13.4 (56.1)                           | 6.3 (43.3)                            | 3.3 (37.9)                            | 13.0 (55.4)                           |
| Trung bình ngày °C (°F)                | −1.9 (28.6)                           | −0.6 (30.9)                           | 3.7 (38.7)                            | 7.4 (45.3)                            | 12.8 (55.0)                           | 15.7 (60.3)                           | 17.7 (63.9)                           | 17.1 (62.8)                           | 12.9 (55.2)                           | 7.9 (46.2)                            | 2.6 (36.7)                            | −0.1 (31.8)                           | 7.9 (46.2)                            |
| Tối thiểu trung bình ngày °C (°F)      | −5.1 (22.8)                           | −4.0 (24.8)                           | −0.3 (31.5)                           | 2.4 (36.3)                            | 6.7 (44.1)                            | 10.1 (50.2)                           | 12.0 (53.6)                           | 11.5 (52.7)                           | 8.5 (47.3)                            | 4.0 (39.2)                            | −0.4 (31.3)                           | −3.2 (26.2)                           | 3.5 (38.3)                            |
| Thấp kỉ lục °C (°F)                    | −33.2 (−27.8)                         | −23.1 (−9.6)                          | −22.4 (−8.3)                          | −6.9 (19.6)                           | −5.2 (22.6)                           | 1.0 (33.8)                            | 2.2 (36.0)                            | −2.1 (28.2)                           | −2.1 (28.2)                           | −7.6 (18.3)                           | −25.0 (−13.0)                         | −25.6 (−14.1)                         | −33.2 (−27.8)                         |
| Lượng mưa trung bình mm (inches)       | 57.5 (2.26)                           | 44.9 (1.77)                           | 66.8 (2.63)                           | 71.2 (2.80)                           | 76.6 (3.02)                           | 104.9 (4.13)                          | 113.2 (4.46)                          | 91.8 (3.61)                           | 74.7 (2.94)                           | 58.9 (2.32)                           | 64.6 (2.54)                           | 68.0 (2.68)                           | 893.1 (35.16)                         |
| Lượng tuyết rơi trung bình cm (inches) | 9.8 (3.9)                             | 8.9 (3.5)                             | 5.0 (2.0)                             | 2.3 (0.9)                             | 0.0 (0.0)                             | 0.0 (0.0)                             | 0.0 (0.0)                             | 0.0 (0.0)                             | 0.0 (0.0)                             | 0.0 (0.0)                             | 4.6 (1.8)                             | 11.2 (4.4)                            | 41.8 (16.5)                           |
| Số ngày giáng thủy trung bình          | 9.2                                   | 8.1                                   | 10.0                                  | 10.2                                  | 8.7                                   | 11.7                                  | 10.9                                  | 8.8                                   | 8.4                                   | 7.6                                   | 9.6                                   | 10.6                                  | 113.8                                 |
| Số ngày tuyết rơi trung bình           | 14.1                                  | 9.6                                   | 4.9                                   | 1.7                                   | 0.0                                   | 0.0                                   | 0.0                                   | 0.0                                   | 0.0                                   | 0.1                                   | 4.0                                   | 9.6                                   | 44                                    |
| Số giờ nắng trung bình tháng           | 55.3                                  | 86.0                                  | 126.0                                 | 158.3                                 | 221.5                                 | 204.8                                 | 234.1                                 | 226.9                                 | 164.8                                 | 119.1                                 | 60.0                                  | 44.9                                  | 1.701,7                               |
| Nguồn:                                 |                                       |                                       |                                       |                                       |                                       |                                       |                                       |                                       |                                       |                                       |                                       |                                       |                                       |